# Андреа II Топия
Андреа II Топия (на албански: Andrea Topia; † след 1479 г.) е средновековен албански благородник, един от участниците в Лежката лига.

## Живот
Андреа е от знатния род Топия. Той се разбунтува срещу османското владичество през 1432 г. и побеждава малка османска военна част в планините на Централна Албания.
Заедно с неговия племенник Тануш Топия Андреа участва в основаването на Лежката лига. Според хрониката на Йоан Музаки, Андреа е сред членовете на Лигата, надживели падането на Шкодра в османски ръце през 1479 г.

## В литературата
- Италианският писател Джироламо де Рада посвещава своето произведение от 1839 г. „Албански исторически песни за Серафина Топия“ (на италиански: Canti storici albanesi di Serafina Thopia, moglie del principe Nicola Ducagino) на несбъдната любов между Серафина Топия, дъщерята на Андреа Топия, и Босдаре Стреза. Серафина жертва любовта си към Босдаре, за да се омъжи за Никола Дукагини и по този начин да спомогне за обединяването на Южна и Северна Албания в борбата срещу османците.[3]